# Campodorus longicornutus
Campodorus longicornutus là một loài tò vò trong họ Ichneumonidae.